# Битва при Эджкот-Мур
Битва при Эджкот Мур (англ. Battle of Edgecote Moor) состоялось в 6 милях к северо-востоку от Банбери (Оксфордшир) 26 июля 1469 года во время войны Алой и Белой розы. Точное место битвы находится в Дейнс Мур в Нортгемптоншире, где в реку Черуэлл впадает её приток. Противниками были войска Ричарда Невилла, 16-го графа Уорика, и войска короля Эдуарда IV.

## Ход событий
25 июля две армии встретились друг с другом, и произошло несколько стычек за обладание несколькими удобными позициями у Дэйнс Мур. 
26 июля силы короля были атакованы превосходящими силами противника. Они смогли продержаться в течение нескольких часов, но после того, как их выманили с позиции на склоне холма вниз в долину, а затем авангард армии Эдуарда под командованием сэра Джеффри Гэйта перешел на сторону врага, силы короля были разбиты.
Эдуард IV был захвачен в плен графом Уориком. Однако через некоторое время Уорик посчитал целесообразным отпустить его. Попавшие же в плен к повстанцам командовавший силами короля Уильям Герберт и его брат Ричард были казнены.